# ふじみ野市立大井郷土資料館
ふじみ野市立大井郷土資料館（ふじみのしりつおおいきょうどしりょうかん）は、埼玉県ふじみ野市域のうち旧大井町域の歴史、民俗、考古分野の展示を行う博物館類似施設である。ふじみ野市立大井図書館と併設された複合施設である。1988年（昭和63年）に大井図書館とともに開館した。
大井図書館と入口は同じであり、入って左側へいくと常設展示室がある。入って一周して入口にもどるという動線になっている。

## 常設展示
常設展示室のテーマは「みち」であり、旧石器時代からの他地域との交流や川越街道を利用した人の動きや物流で繁栄した大井宿を中心的にとりあげている。

### 原始・古代
旧大井町域は、奈良・平安時代に製鉄遺跡があったほかは、弥生時代や古墳時代もふくめて人々の活動の目立った痕跡が皆無若しくはあまり確認できていない。反面、旧石器時代の調査が行われてきたこと、縄文時代中期前半（勝坂期）の亀居遺跡、縄文中期をとおして大規模な集落が形成されてきた西ノ原遺跡や東台遺跡があることから縄文中期の展示が充実しており、みどころのひとつとなっている。
旧石器時代の石器で、黒曜石でつくられたものは、石材を長野県の和田峠や伊豆諸島のうち神津島産のものを使っていたことが確認されている。
縄文時代については、入口付近に東台遺跡から発見された加曾利EⅣ式期の柄鏡形住居の復元模型を展示している。また、中部山岳地域を象徴する勝坂式と千葉、茨城地域を象徴する阿玉台式土器が同じ住居跡から出土するなどの事例が確認されていることを紹介するとともに階段状の後列に、縄文中期前半の勝坂式の土器が貉沢期から順番に展示され、中部山岳地域の影響を受けた曾利系土器が続く。前列に阿玉台式土器を展示している。縄文時代中期後半の加曾利E式土器と後期初頭の称名寺式土器が原始コーナーの最後尾となっている。
古代コーナーは、旧大井町域で発見された土師器や須恵器を2ケースを用いて展示している。煮炊きに用いた土師器の台付甕や灯明皿として用いられた須恵器坏が展示されている。また大井の地名の由来となった大井戸が紹介されている。

### 中世・近世・民俗
「中世の大井」コーナーでは、はじめに大井宿の前身とみられる中世の本村遺跡から青磁碗、青磁皿、白磁皿が発見されていることから1ケースを使用して展示している。
江戸時代前期の作ではあるが、鎌倉時代に盛行した善光寺式阿弥陀三尊像を展示するとともに、鎌倉時代の半ばから旧大井町亀久保周辺を支配した二階堂氏が地蔵院に寄進した十三仏の掛け軸など、中世のひとびとの信仰を紹介している。また、大井町域から発見された南北朝時代の板碑を展示している。
また中世文書で、天正15年（1587年）7月の日付のある後北条氏印判状は、旧大井町域では豊臣秀吉の小田原征伐にそなえて兵士となる者を徴集しようとしていたことを示す生々しい資料であり、旧上福岡市域では年貢の徴収を督促する文書があるが、現状で中世まで考古の展示、近世以降は舟運関連展示に特化している上福岡歴史民俗資料館では直接みられず、大井郷土資料館でのみ常設展示でみることができる。
「近世の大井」コーナーでは、江戸時代初期の「正保の絵図」、検地帳や年貢割付状などの集落の成立や旧大井町域の江戸時代の政治状況をうかがわせる資料を展示している。中世からの大井郷をひきついだ大井宿に加えて、苗間、鶴岡（つるがおか）、亀久保の集落が形成されていった様子を知ることができる。
展示室の中央には、昭和6年の地割図をもとに聞き取り調査で幕末の大井宿の様子を復元した大型模型が置かれている。宿場町でつかわれていた人足札、宿場の中央に立てられた高札、大井宿の本陣であった新井家でつかわれた椀や膳などが模型の向かい側に展示されている。武州一揆などの騒乱をふせぐために、旧上福岡市域でも幕末に農兵が徴集されたが、旧大井町域でも農兵の徴集があったことを示す文書が展示されている。近世・近代について上福岡歴史民俗資料館が舟運関連の展示が中心であるのと異なり、宿場関連の資料が展示されていることで地域の成り立ちや個性が異なることが明確になっている。
常設展示の最後は、埼玉県指定文化財になった武蔵野の畑作農具が一部展示されている。はやくから団地建設や市街化が進み、住宅地を離れた低地には水田がひろがっていた旧上福岡市域（標高6～20mほど）と異なり、旧大井町域はやや標高が高い台地上（標高20～40mほど）であること、大井宿以外の市街化が遅れたことから畑作地がひろびろと維持された。そのため貴重な畑作農具が伝わることができたことを示している。

## おもな行事など
入り口横の展示ケースや入口から右側の展示ケースは季節展示・ミニ展示コーナーとしてひな人形展、五月人形展、正月飾りなどの季節展示のほか市内の遺跡の発掘調査で出土した遺物を紹介する最新出土品展（8月頃）や後述する縄文土器づくり教室でつくられた「縄文土器」を展示する縄文土器作品展（1月頃）のほか、常設展示で紹介しきれない資料を一定のテーマのあるミニ展示や企画展を行うケースとなっている。
|            | 五月人形展 | 最新出土品展 | 正月飾り    | 縄文土器作品展 | ひな人形展 |
| ---------- | ---------- | ------------ | ----------- | -------------- | ---------- |
| 平成20年度 | 4/19～5/18 | 8/30～9/14   | 12/13～1/18 | H21/1/24～2/4  | 2/21～3/22 |
| 平成21年度 | 4/18～5/17 | 7/18～8/30   | 12/12～1/17 | H22/1/23～1/31 | 2/20～3/14 |

また成人向き講座として、地域の藍染めを行う団体による藍染講習会、大学の講師を招聘しての古文書教室などが行われている。
子ども向け講座として、郷土の伝承遊び、縄文土器づくり教室などの事業を行っている。
平成20年度の郷土の伝承遊びとして、水引きを使ったストラップ作り、どんぐり細工作り、お手玉を作って遊ぶなど6回の事業が行われた。
平成21年度の郷土の伝承遊びとして、ぶんぶんごま作り、からくり屏風作り、缶ポックリを作って遊ぶ、どんぐりゴマを作って遊ぶ、お手玉を作って遊ぶ事業が行われた。
縄文土器づくりは、粘土ひもからの製作を7～8月の夏休み期間に行い、11月に焼成する。焼成した土器は1月の作品展で展示する。
また学社連携事業として10月に市内の小学校を迎えて見学、体験学習を行っている。
平成20年度は、10回にわたって、平成21年度は11回にわたって昔の学校と昔の暮らしに関する体験授業が行われた。
毎年年1回の企画展をおこなっていたが、平成20年度の「天王様」（11/8～12/7）を最後に平成21年度は上福岡歴史民俗資料館と交代で特別展を実施するために行わず、平成22年度に特別展として「川越街道と新河岸川」展を行った。

## 最近の事業
毎年7月～8月に行われる最新出土品展がミニ展示として7月16日から8月28日まで開催されている。
おもな展示品は、鶴ヶ岡外遺跡出土の旧石器と、東台遺跡出土の縄文土器、川崎遺跡出土の土師器、須恵器である。

## アクセス
- 東武東上線ふじみ野駅下車、東武バス大井循環で「ヤマハ（文京学院大学前）」で下車し、交差点をふじみ野駅方向にもどり、徒歩1分。

### 東京方面から
- 関越自動車道所沢ICから浦和所沢バイパス（国道463号）を志木方向へ英インターで左折し国道254号線を川越方向へ、「大井総合支所入口」交差点を左折し、直進。左手に大井総合支所を見ながら通過すると、200mほどで右手に大井図書館が確認できる。

## 休館日及び開館時間
- 休館日；毎週月曜日（祝日と重複した場合も休館）、12月28～1月4日
- 開館時間；午前9時30分から午後4時30分